# Virgen de los Lirios
La Virgen de los Lirios es una advocación de la Virgen María. 
Según la tradición en Alcoy, el 21 de agosto de 1653, en el paraje de la Fuente Roja, el paborde de la catedral de Valencia Antoni Bonaventura Guerau y Montllor junto con el cura de Confrides encontraron unos lirios blancos entre aliagas, mientras reflexionaban y oraban. Al examinarlos encontraron que en sus bulbos se encontraban grabadas imágenes que representaban la Virgen María tal como se la solía representar en su Purísima Concepción, que es el mismo, se encontraba dentro de un capullo o bulbo. Así empezó un proceso que llegó hasta Felipe IV para demostrar que el milagro se había producido. 

## Antecedentes
Durante todo lo siglo XVI estuvo latente un conflicto entre los agustinos y la dominicos (tomistas) y los franciscanos y jesuitas (immaculadistas) que se generalizó por todo el Estado prácticamente en la segunda década del siglo XVII con muchas ciudades que juraron voto de defensa del misterio de la Inmaculada Concepción de María. Incluso Felipe III y Felipe IV pidieron al Papa que fijara el misterio pero este se limitó a prohibir los ataques en público pero no las discusiones teológicas.

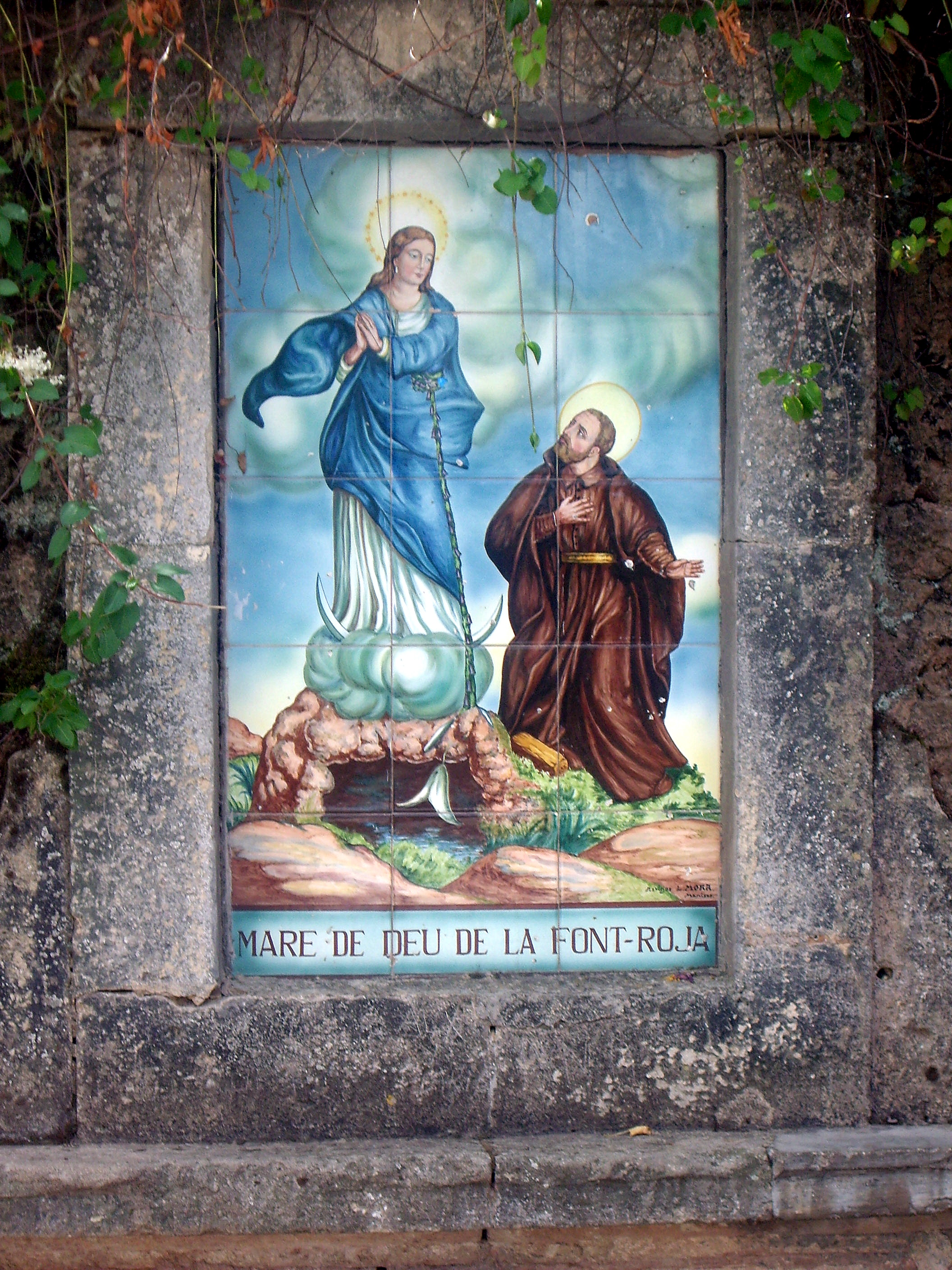
Detalle de los azulejos

Antoni Bonaventura Guerau se encontraba el día 14 de agosto en Játiva para dar un sermón sobre la Asunción de María y se encontró un pasquín contra Inmaculada, razón por la cual cambió su sermón por otro en defensa de la pureza original de María. El sermón lo basó en el segundo versículo del segundo capítulo del Cantar de los Cantares "sicut lilium inter spinas sic amica mea inter filias". A los días partió hacia Alcoy, su pueblo natal, y el día 20 encaminó sus pasos junto con otros sacerdotes y estudiantes hacia la Fuente Roja para descansar el espíritu y practicar ejercicios espirituales.
Los lirios fueron traídos a Valencia el 28 de agosto donde se presentaron a las autoridades civiles y metropolitanas y se constituyó una comisión facultativa para su estudio. El año 1664 después de la bendición de la campana de la ermita erigida en el lugar por iniciativa de Antoni Bonaventura Guerau fue encontrado otro lirio que se presentó al Virrey de Valencia y el arzobispo ordenó la apertura de una Información jurídica del Milagroso Hallazgo de la Imagen de Nuestra Señora en su Purísima Concepción. Por indicación del virrey, el lirio fue enviado al rey Felipe IV, el cual mandó reservarlo en su oratorio.

## El Acta
El acta recoge la declaración al Justicia Jaume Margarit, su asesor Pere Sanz y dos testigos (padre Lluís Pérez y Honorado Mayor) requeridos por el notario Jordi Mayor de Antoni Bonaventura Guerau y Joan Pérez (párroco de Confrides). También declararon a petición del asesor los testigos oculares: padre Josep Just, Joan Pérez (labrador), Joan Gisbert de Miguel (ciudadano), Lluís Merita (caballero) y padre Agustí Valls, validando el Justicia la declaración como verdadera y firmada el acta el día 23 de agosto de 1653.
El acta original o una copia de esta estuvo en el archivo de la Iglesia de Santa María de Alcoy hasta el 25 de mayo de 1855 día que salió de él a petición de un predicador de Alcira y ya nunca volvió. Había una copia en el libro de Consejos del siglo XVIII, otra en la biblioteca de Juventud Católica y una tercera en la misma parroquia.
El acta del libro de consejos 1707-1723 es una copia de la declaración original y su traducción al castellano del escrivano Tomàs Gisbert de 1748. Esta estuvo perdida 10 años hasta que fue encontrada en una caja fuerte del ayuntamiento.

## Repercusión

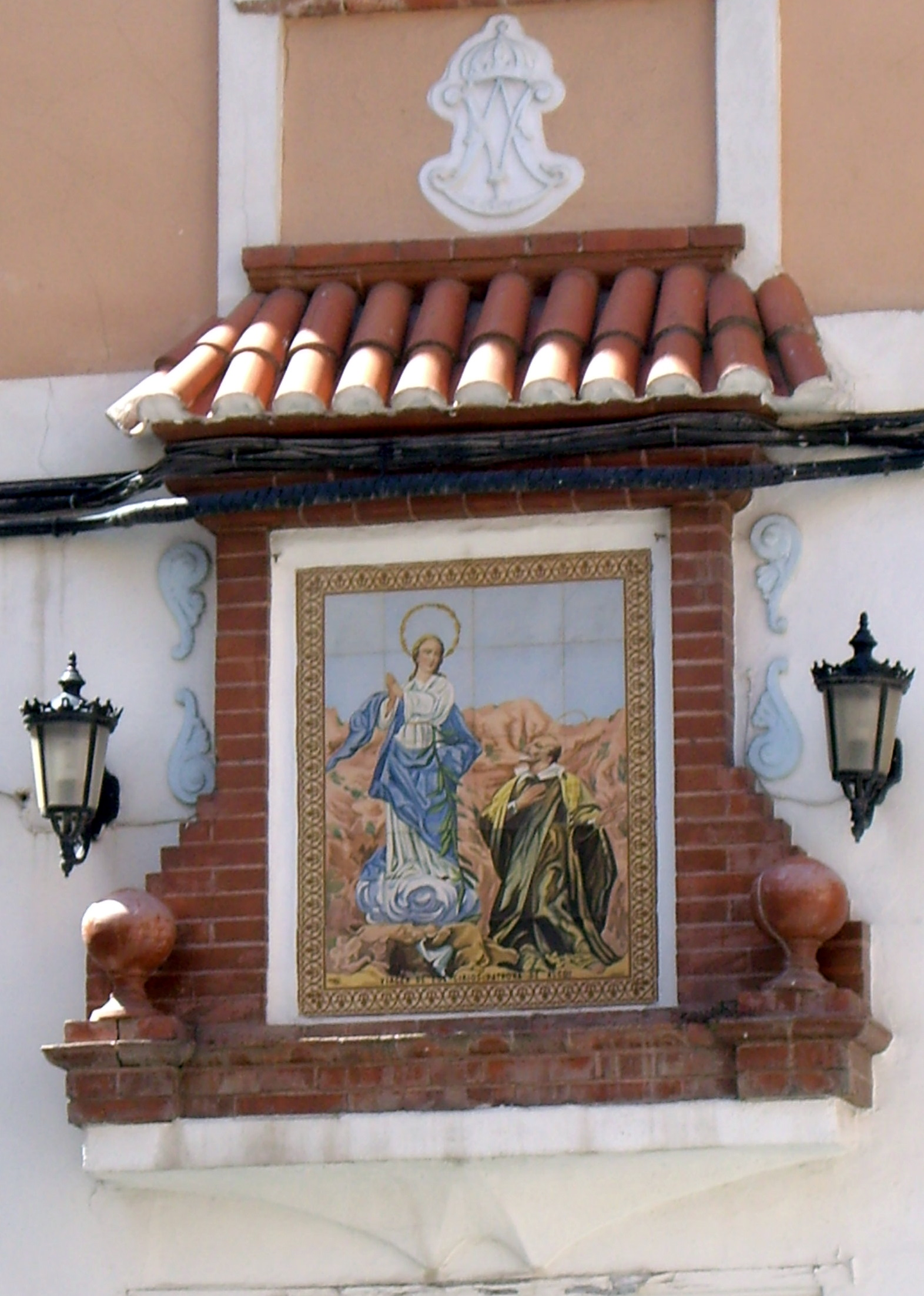
Azulejos y escudo mariano en una fachada de la Zona Alta de Alcoy

- La primera noticia del prodigio apareció el 1653 en las Tablas Cronológicas del Padre Clemente.
- Francisco Zutman edita una relación del hallazgo en Lieja en 1665.
- Michael Pexenfender lo recoge en su *Concionator Historicus en el año 1672 del cual extrajeron la noticía tratadistas italianos como el Padre Diotallevi, el cardenal Sfondrati y el Padre Casimiro de Firenza.
- Pedro Núñez Bosch escribió el primer libro dedicado íntegramente al hallazgo en 1653.[4]

## La ermita
Desde el año 1653, se han construido sucesivamente tres ermitas en la Fuente Roja bajo la advocación de la Virgen de los Lirios y San Felipe Neri como copatrón.
La primera, fue inaugurada el 21 de agosto de 1663 y reparada los años 1720 y 1740. En 1742, el Arzobispo de Valencia ordena el cierre de la ermita debido a su mal estado de conservación. 
La primera piedra de la segunda ermita fue colocada el día 29 de junio de 1743 y fue bendecida el día 20 de julio de 1744. En estas obras se ensanchó el hostal, siendo el maestro de obras Maure Carbonell. Esta segunda ermita duró hasta el año 1884, acordándose su demolición por el estado de ruina que presentaba.
El día 21 de junio de 1886 se colocó la primera piedra de la ermita actual inaugurándose lo domingo 14 de junio de 1891. En esta época es cuando se construyó la carretera de acceso a la Fuente Roja.

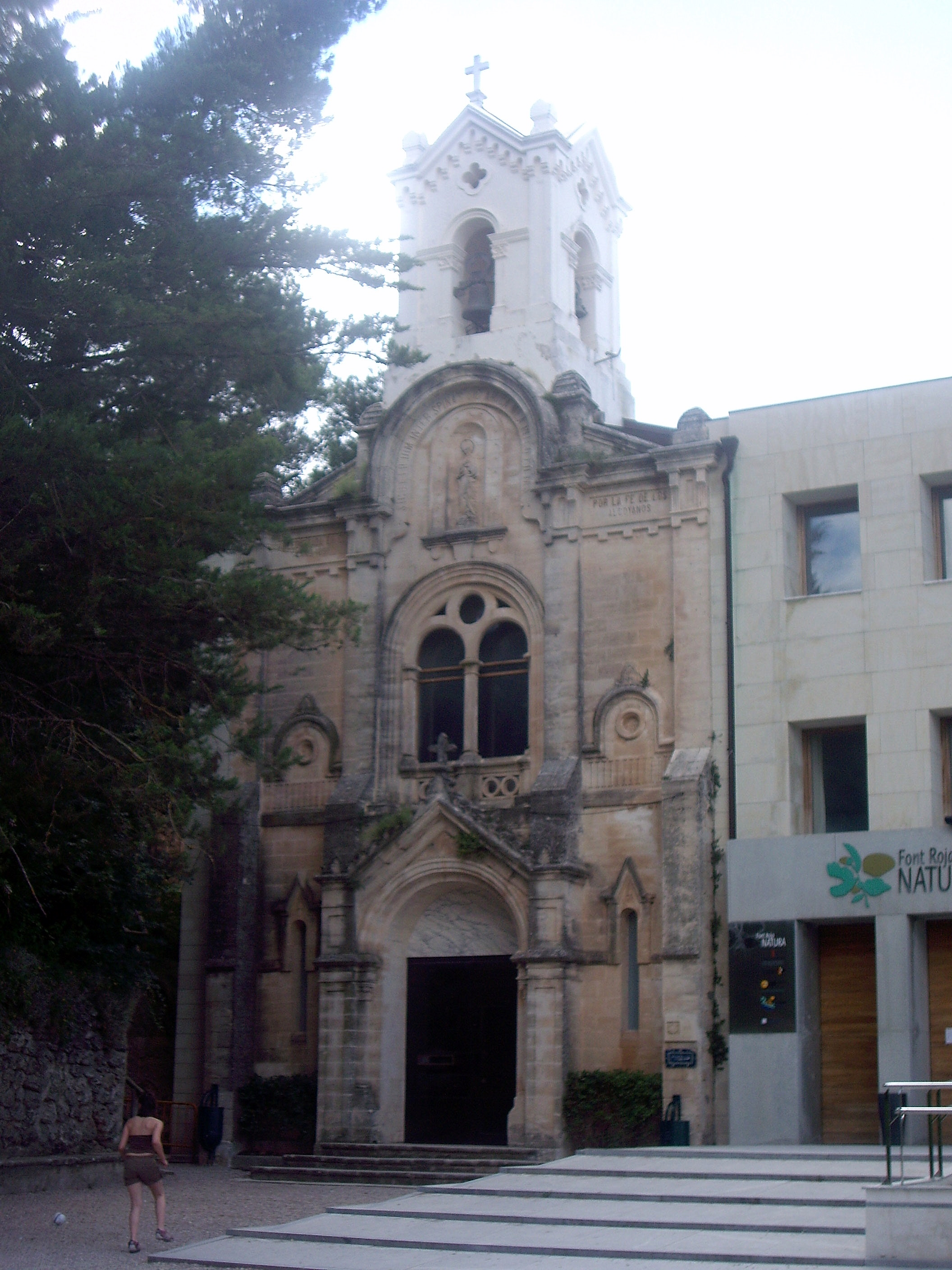
Fachada del Santuario

Dentro de la ermita se encuentra un conjunto escultórico que representa la Virgen María de los Lirios y a San Felipe Neri, así como una copia de la iglesia de San Mauro y San Francisco. El conjunto original era obra del escultor valenciano José Esteve Bonet, por encargo de Antoni Bonaventura Guerau y fue entregado el 28 de abril de 1765. Desgraciadamente ambos conjuntos fueron destruidos durante la guerra civil. Después de la contienda se realizaron dos nuevas tallas a cargo del escultor valenciano Enrique Galarza y Moreno. Durante más de cuarenta años se ha creído que era obra de un cierto José Rabasa. Este personaje era un marchante de arte que pagaba a los artistas y firmaba sus obras. Ambas esculturas fueron restauradas por Juan Rufino Sanjosé en la década de los '90.

## La Romería a la Fuente Roja
Si bien la Archicofradia de la Virgen María de los Lirios se encarga de celebrar actos exclusivamente religiosos el día 21 de agosto en el Santuario de la Fuente Roja, los actos principales se posponen al mes de septiembre para facilitar la participación de los alcoyanos que veranean fuera de la ciudad en el mes de agosto. El acto principal es una romería que llega a juntar a 10.000 alcoyanos en las proximidades del santuario. Esta romería se celebra el tercer domingo de septiembre siendo precedida por una ofrenda de flores y misa solemne la víspera en honor a su santa patrona y alcaldesa.
Otros actos son la colocación del cartel anunciador de la romería en la fachada del ayuntamiento igual que el de la Cabalgata de Reyes Magos de Alcoy o de fiestas de moros y cristianos, el pregón, y varias actividades religiosas, deportivas y culturales a lo largo del año.
Antiguamente se celebraba una verbena popular el día 21 por parte de los alcoyanos que veraneaban tanto en el hotel como en la colonia de chalés que existía en las proximidades de la ermita.